# فهرست پررفت‌وآمدترین فرودگاه‌ها در بریتانیا بر پایه مجموع جابه‌جایی

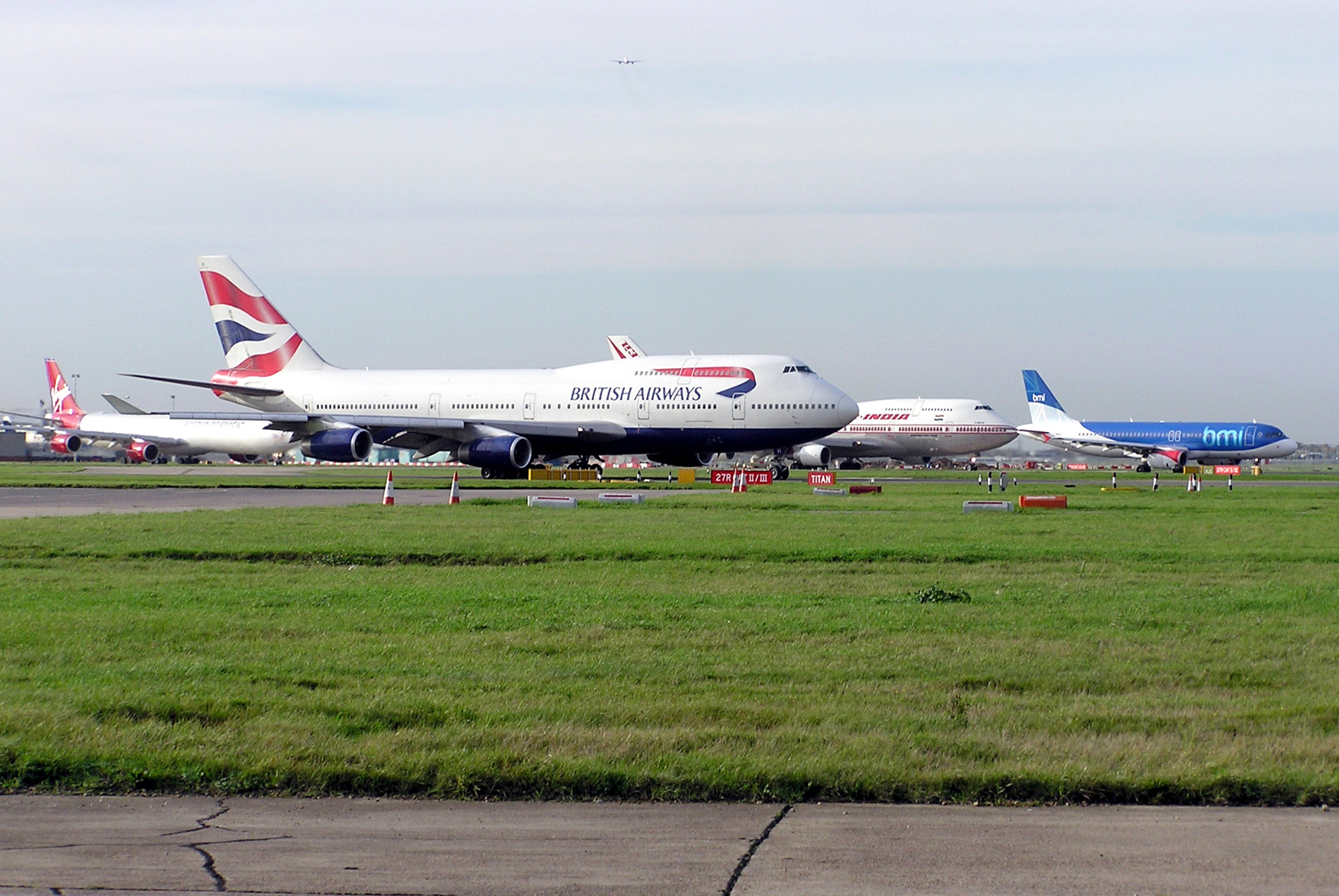
فرودگاه هیترو لندن.

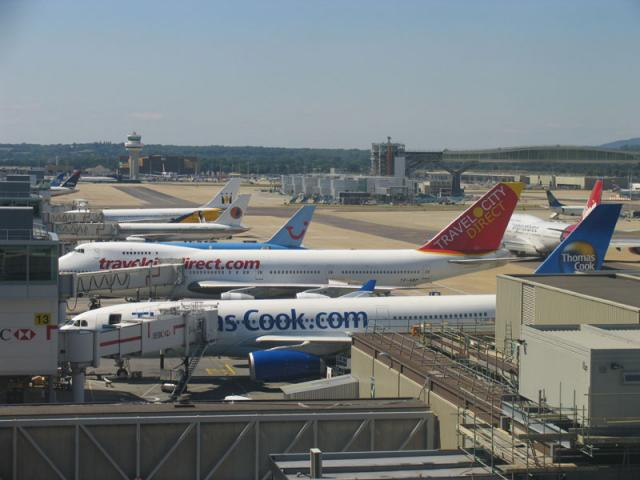
فرودگاه گاتویک.

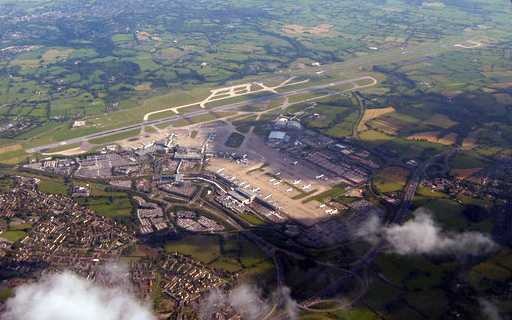
فرودگاه منچستر.

این مقاله شامل فهرست پررفت‌وآمدترین فرودگاه‌ها در بریتانیا بر پایه مجموع جابه‌جایی است.

## ۴۰ فرودگاه پررفت‌وآمد بر پایه مجموع جابه‌جایی در بریتانیا

### اطلاعات ۲۰۱۰  / ۲۰۱۱
| رتبه  | فرودگاه                          | کّل مسافران ۲۰۱۰ | کّل مسافران ۲۰۱۱ | تغییر ۲۰۱۰/۱۱ |
| ----- | -------------------------------- | --------------- | --------------- | ------------- |
| ۱     | فرودگاه هیترو لندن               | ۶۵٬۸۸۱٬۶۶۰      | ۶۹٬۴۳۳٬۲۳۰      | ۵٫۴%          |
| ۲     | فرودگاه گاتویک                   | ۳۱٬۳۷۵٬۲۹۰      | ۳۳٬۶۷۴٬۲۶۴      | ۷٫۳%          |
| ۳     | فرودگاه منچستر                   | ۱۷٬۷۵۹٬۰۱۵      | ۱۸٬۸۹۲٬۷۵۶      | ۶٫۴%          |
| ۴     | فرودگاه استانستد لندن            | ۱۸٬۵۷۳٬۸۰۳      | ۱۸٬۰۵۲٬۸۴۳      | ۲٫۸%          |
| ۵     | فرودگاه لوتن لندن                | ۸٬۷۳۸٬۷۱۷       | ۹٬۵۱۳٬۷۰۴       | ۸٫۹%          |
| ۶     | فرودگاه ادینبرو                  | ۸٬۵۹۶٬۷۱۵       | ۹٬۳۸۵٬۲۴۵       | ۹٫۲%          |
| ۷     | فرودگاه بیرمنگام                 | ۸٬۵۷۲٬۳۹۸       | ۸٬۶۱۶٬۲۹۶       | ۰٫۵%          |
| ۸     | فرودگاه بین‌المللی گلاسگو         | ۶٬۵۴۸٬۸۶۵       | ۶٬۸۸۰٬۲۱۷       | ۵٫۱%          |
| ۹     | فرودگاه بریستول                  | ۵٬۷۴۷٬۶۰۴       | ۵٬۷۸۰٬۷۴۶       | ۰٫۶%          |
| ۱۰    | فرودگاه جان لنون لیورپول         | ۵٬۰۱۳٬۹۴۰       | ۵٬۲۵۱٬۱۶۱       | ۴٫۷%          |
| ۱۱    | فرودگاه نیوکاسل                  | ۴٬۳۵۶٬۱۳۰       | ۴٬۳۴۶٬۲۷۰       | ۰٫۲%          |
| ۱۲    | فرودگاه ایست میدلند              | ۴٬۱۱۳٬۵۰۱       | ۴٬۲۱۵٬۱۹۲       | ۲٫۵%          |
| ۱۳    | فرودگاه بین‌المللی بلفاست         | ۴٬۰۱۶٬۱۷۰       | ۴٬۱۰۳٬۶۲۰       | ۲٫۲%          |
| ۱۴    | فرودگاه آبردین                   | ۲٬۷۶۳٬۷۰۸       | ۳٬۰۸۲٬۸۱۶       | ۱۱٫۵%         |
| ۱۵    | فرودگاه لندن سی‌تی                | ۲٬۷۸۰٬۵۸۲       | ۲٬۹۹۲٬۸۴۷       | ۷٫۶%          |
| ۱۶    | فرودگاه بین‌المللی لیدز برادفورد  | ۲٬۷۵۵٬۱۱۰       | ۲٬۹۷۶٬۸۸۱       | ۸٫۰%          |
| ۱۷    | فرودگاه شهری جورج بست بلفاست     | ۲٬۷۴۰٬۳۴۱       | ۲٬۳۹۷٬۳۱۲       | ۱۲٫۵%         |
| ۱۸    | فرودگاه ساوت‌همپتون               | ۱٬۷۳۳٬۶۹۰       | ۱٬۷۶۲٬۰۷۶       | ۱٫۶%          |
| ۱۹    | فرودگاه جرزی                     | ۱٬۴۶۳٬۲۲۱       | ۱٬۴۹۱٬۳۳۲       | ۱٫۹%          |
| ۲۰    | فرودگاه گلاسگو پرستویک           | ۱٬۶۶۲٬۷۴۴       | ۱٬۲۹۷٬۱۱۹       | ۲۲٫۰%         |
| ۲۱    | فرودگاه کاردیف                   | ۱٬۴۰۴٬۶۱۳       | ۱٬۲۲۲٬۷۱۵       | ۱۳٫۰%         |
| ۲۲    | فرودگاه گوئرنزی                  | ۹۲۳٬۶۸۳         | ۹۳۳٬۷۲۱         | ۱٫۱%          |
| ۲۳    | فرودگاه دونکاستر شفیلد رابین هود | ۸۷۶٬۱۵۳         | ۸۲۲٬۸۷۷         | ۶٫۱%          |
| ۲۴    | فرودگاه بین‌المللی اکستر          | ۷۴۴٬۹۵۷         | ۷۱۷٬۶۹۴         | ۳٫۷%          |
| ۲۵    | فرودگاه جزیره من                 | ۶۷۵٬۸۷۱         | ۷۰۱٬۸۴۷         | ۳٫۸%          |
| ۲۶    | فرودگاه بورنموث                  | ۷۵۱٬۳۳۱         | ۶۱۳٬۷۵۵         | ۱۸٫۳%         |
| ۲۷    | فرودگاه اینورنس                  | ۵۳۰٬۲۱۳         | ۵۸۱٬۹۵۶         | ۹٫۸%          |
| ۲۸    | فرودگاه بین‌المللی نورویچ         | ۴۲۵٬۸۲۱         | ۴۱۳٬۸۹۶         | ۲٫۸%          |
| ۲۹    | فرودگاه دری (ایرلند شمالی)       | ۳۳۹٬۴۳۲         | ۴۰۵٬۶۹۷         | ۱۹٫۵%         |
| ۳۰    | فرودگاه سکتستا                   | ۲۷۹٬۴۸۲         | ۲۸۸٬۲۶۴         | ۳٫۱%          |
| ۳۱    | فرودگاه هامبرساید                | ۲۸۳٬۱۶۰         | ۲۷۴٬۶۰۹         | ۳٫۰%          |
| ۳۲    | فرودگاه بین‌المللی بلکپول         | ۲۳۵٬۳۴۰         | ۲۳۵٬۶۸۲         | ۰٫۱%          |
| ۳۳    | فرودگاه نیوکوئی کورنوال          | ۳۱۵٬۱۰۷         | ۲۱۶٬۲۴۹         | ۳۱٫۴%         |
| ۳۴    | فرودگاه درم تیز ولی              | ۲۲۶٬۲۰۹         | ۱۹۲٬۴۱۰         | ۱۴٫۹%         |
| ۳۵    | فرودگاه کرکوال                   | ۱۴۱٬۳۹۹         | ۱۴۵٬۸۹۷         | ۳٫۲%          |
| ۳۶    | فرودگاه سومبرگ                   | ۱۴۰٬۱۲۹         | ۱۴۳٬۷۳۱         | ۲٫۶%          |
| ۳۷    | فرودگاه استورنووی                | ۱۱۳٬۶۸۰         | ۱۲۵٬۵۸۲         | ۱۰٫۵%         |
| ۳۸    | فرودگاه سنت مری (جزیره سیسیلی)   | ۱۱۵٬۱۹۴         | ۱۱۲٬۵۱۵         | ۲٫۳%          |
| ۳۹    | فرودگاه هلیکوپتر پنزنس           | ۸۹٬۴۶۹          | ۷۵٬۲۰۶          | ۱۵٫۹%         |
| ۴۰    | فرودگاه الدرنی                   | ۷۰٬۰۱۲          | ۶۹٬۵۴۶          | ۰٫۷%          |
| TOTAL |                                  | ۲۱۳٬۹۳۳٬۰۵۰     | ۲۲۲٬۴۳۹٬۷۷۶     | ۴٫۰%          |

Source: 2010 - UK CAA Official Statistics, 2011 - UK CAA Airport Statistics

### اطلاعات  ۲۰۰۹ / ۲۰۱۰
| رتبه  | فرودگاه                          | کّل مسافران ۲۰۰۹ | کّل مسافران ۲۰۱۰ | تغییر ۲۰۰۹/۱۰ |
| ----- | -------------------------------- | --------------- | --------------- | ------------- |
| ۱     | فرودگاه هیترو لندن               | ۶۶٬۰۳۶٬۹۵۷      | ۶۵٬۸۸۱٬۶۶۰      | ۰٫۲%          |
| ۲     | فرودگاه گاتویک                   | ۳۲٬۳۹۲٬۵۲۰      | ۳۱٬۳۷۵٬۲۹۰      | ۳٫۱%          |
| ۳     | فرودگاه استانستد لندن            | ۱۹٬۹۵۷٬۰۷۷      | ۱۸٬۵۷۳٬۸۰۳      | ۶٫۹%          |
| ۴     | فرودگاه منچستر                   | ۱۸٬۷۲۴٬۸۸۹      | ۱۷٬۷۵۹٬۰۱۵      | ۵٫۲%          |
| ۵     | فرودگاه لوتن لندن                | ۹٬۱۲۰٬۵۴۶       | ۸٬۷۳۸٬۷۱۷       | ۴٫۲%          |
| ۶     | فرودگاه ادینبرو                  | ۹٬۰۴۹٬۳۵۵       | ۸٬۵۹۶٬۷۱۵       | ۵٫۰%          |
| ۷     | فرودگاه بیرمنگام                 | ۹٬۱۰۲٬۸۹۹       | ۸٬۵۷۲٬۳۹۸       | ۵٫۸%          |
| ۸     | فرودگاه بین‌المللی گلاسگو         | ۷٬۲۲۵٬۰۲۱       | ۶٬۵۴۸٬۸۶۵       | ۹٫۴%          |
| ۹     | فرودگاه بریستول                  | ۵٬۶۴۲٬۹۲۱       | ۵٬۷۴۷٬۶۰۴       | ۱٫۹%          |
| ۱۰    | فرودگاه جان لنون لیورپول         | ۴٬۸۸۴٬۴۹۴       | ۵٬۰۱۳٬۹۴۰       | ۲٫۷%          |
| ۱۱    | فرودگاه نیوکاسل                  | ۴٬۵۸۷٬۸۸۳       | ۴٬۳۵۶٬۱۳۰       | ۵٫۱%          |
| ۱۲    | فرودگاه ایست میدلند              | ۴٬۶۵۸٬۱۵۱       | ۴٬۱۱۳٬۵۰۱       | ۱۱٫۷%         |
| ۱۳    | فرودگاه بین‌المللی بلفاست         | ۴٬۵۴۶٬۴۷۵       | ۴٬۰۱۶٬۱۷۰       | ۱۱٫۷%         |
| ۱۴    | فرودگاه لندن سی‌تی                | ۲٬۷۹۶٬۸۹۰       | ۲٬۷۸۰٬۵۸۲       | ۰٫۶%          |
| ۱۵    | فرودگاه آبردین                   | ۲٬۹۸۴٬۴۴۵       | ۲٬۷۶۳٬۷۰۸       | ۷٫۴%          |
| ۱۶    | فرودگاه بین‌المللی لیدز برادفورد  | ۲٬۵۷۴٬۴۲۶       | ۲٬۷۵۵٬۱۱۰       | ۷٫۰%          |
| ۱۷    | فرودگاه شهری جورج بست بلفاست     | ۲٬۶۲۱٬۷۶۳       | ۲٬۷۴۰٬۳۴۱       | ۴٫۵%          |
| ۱۸    | فرودگاه ساوت‌همپتون               | ۱٬۷۸۹٬۹۰۱       | ۱٬۷۳۳٬۶۹۰       | ۳٫۱%          |
| ۱۹    | فرودگاه گلاسگو پرستویک           | ۱٬۸۱۷٬۷۲۷       | ۱٬۶۶۲٬۷۴۴       | ۸٫۵%          |
| ۲۰    | فرودگاه جرزی                     | ۱٬۴۹۱٬۴۲۴       | ۱٬۴۶۳٬۲۲۱       | ۱٫۹%          |
| ۲۱    | فرودگاه کاردیف                   | ۱٬۶۳۱٬۲۳۶       | ۱٬۴۰۴٬۶۱۳       | ۱۳٫۹%         |
| ۲۲    | فرودگاه گوئرنزی                  | ۹۳۷٬۳۹۱         | ۹۲۳٬۶۸۳         | ۱٫۴%          |
| ۲۳    | فرودگاه دونکاستر شفیلد رابین هود | ۸۳۵٬۷۶۸         | ۸۷۶٬۱۵۳         | ۴٫۸%          |
| ۲۴    | فرودگاه بورنموث                  | ۸۷۰٬۷۵۴         | ۷۵۱٬۳۳۱         | ۱۳٫۷%         |
| ۲۵    | فرودگاه بین‌المللی اکستر          | ۷۹۵٬۷۲۱         | ۷۴۴٬۹۵۷         | ۶٫۴%          |
| ۲۶    | فرودگاه جزیره من                 | ۷۰۸٬۱۲۷         | ۶۷۵٬۸۷۱         | ۴٫۶%          |
| ۲۷    | فرودگاه اینورنس                  | ۵۹۱٬۳۹۷         | ۵۳۰٬۲۱۳         | ۱۰٫۳%         |
| ۲۸    | فرودگاه بین‌المللی نورویچ         | ۴۳۰٬۵۹۴         | ۴۲۵٬۸۲۱         | ۱٫۱%          |
| ۲۹    | فرودگاه دری (ایرلند شمالی)       | ۳۴۵٬۸۵۷         | ۳۳۹٬۴۳۲         | ۱٫۹%          |
| ۳۰    | فرودگاه نیوکوئی کورنوال          | ۳۸۶٬۸۷۰         | ۳۱۵٬۱۰۷         | ۱۸٫۵%         |
| ۳۱    | فرودگاه هامبرساید                | ۳۳۶٬۶۴۹         | ۲۸۳٬۱۶۰         | ۱۵٫۹%         |
| ۳۲    | فرودگاه سکتستا                   | ۲۷۰٬۱۰۱         | ۲۷۹٬۴۸۲         | ۳٫۵%          |
| ۳۳    | فرودگاه بین‌المللی بلکپول         | ۲۷۶٬۸۶۶         | ۲۳۵٬۳۴۰         | ۱۵٫۰%         |
| ۳۴    | فرودگاه درم تیز ولی              | ۲۸۹٬۴۶۴         | ۲۲۶٬۲۰۹         | ۲۱٫۹%         |
| ۳۵    | فرودگاه کرکوال                   | ۱۵۰٬۳۴۳         | ۱۴۱٬۳۹۹         | ۵٫۹%          |
| ۳۶    | فرودگاه سومبرگ                   | ۱۴۰٬۷۱۴         | ۱۴۰٬۱۲۹         | ۰٫۴%          |
| ۳۷    | فرودگاه پلیموث سیتی              | ۱۵۷٬۹۳۳         | ۱۲۸٬۶۰۳         | ۱۸٫۶%         |
| ۳۸    | فرودگاه سنت مری (جزیره سیسیلی)   | ۱۲۰٬۹۰۹         | ۱۱۵٬۱۹۴         | ۴٫۷%          |
| ۳۹    | فرودگاه استورنووی                | ۱۲۳٬۱۹۹         | ۱۱۳٬۶۸۰         | ۷٫۷%          |
| ۴۰    | فرودگاه هلیکوپتر پنزنس           | ۸۵٬۹۱۱          | ۸۹٬۴۶۹          | ۴٫۱%          |
| TOTAL |                                  | ۲۲۱٬۴۹۱٬۵۶۸     | ۲۱۳٬۹۳۳٬۰۵۰     | ۳٫۴%          |

Source: UK CAA Official Statistics 2009 & 2010

### اطلاعات  ۲۰۰۸ / ۲۰۰۹
| رتبه  | فرودگاه                          | کّل مسافران ۲۰۰۸ | کّل مسافران ۲۰۰۹ | تغییر ۲۰۰۸/۰۹ | هواپیما movements ۲۰۰۹ |
| ----- | -------------------------------- | --------------- | --------------- | ------------- | ---------------------- |
| ۱     | فرودگاه هیترو لندن               | ۶۷٬۰۵۴٬۷۴۵      | ۶۶٬۰۳۶٬۹۵۷      | ۱٫۵%          | ۴۶۶٬۳۹۳                |
| ۲     | فرودگاه گاتویک                   | ۳۴٬۲۰۵٬۸۸۷      | ۳۲٬۳۹۲٬۵۲۰      | ۵٫۳%          | ۲۵۱٬۸۷۹                |
| ۳     | فرودگاه استانستد لندن            | ۲۲٬۳۶۰٬۳۶۴      | ۱۹٬۹۵۷٬۰۷۷      | ۱۰٫۷%         | ۱۶۷٬۸۱۷                |
| ۴     | فرودگاه منچستر                   | ۲۱٬۲۱۹٬۱۹۵      | ۱۸٬۷۲۴٬۸۸۹      | ۱۱٫۸%         | ۱۷۲٬۵۱۵                |
| ۵     | فرودگاه لوتن لندن                | ۱۰٬۱۸۰٬۷۳۴      | ۹٬۱۲۰٬۵۴۶       | ۱۰٫۴%         | ۹۸٬۷۳۶                 |
| ۶     | فرودگاه بیرمنگام                 | ۹٬۶۲۷٬۵۸۹       | ۹٬۱۰۲٬۸۹۹       | ۵٫۴%          | ۱۰۱٬۲۲۱                |
| ۷     | فرودگاه ادینبرو                  | ۹٬۰۰۶٬۷۰۲       | ۹٬۰۴۹٬۳۵۵       | ۰٫۵%          | ۱۱۵٬۹۶۹                |
| ۸     | فرودگاه بین‌المللی گلاسگو         | ۸٬۱۷۸٬۸۹۱       | ۷٬۲۲۵٬۰۲۱       | ۱۱٫۷%         | ۸۵٬۲۸۱                 |
| ۹     | فرودگاه بریستول                  | ۶٬۲۶۷٬۱۱۴       | ۵٬۶۴۲٬۹۲۱       | ۱۰٫۰%         | ۷۰٬۲۴۵                 |
| ۱۰    | فرودگاه جان لنون لیورپول         | ۵٬۳۳۴٬۱۵۲       | ۴٬۸۸۴٬۴۹۴       | ۸٫۴%          | ۷۹٬۲۹۸                 |
| ۱۱    | فرودگاه ایست میدلند              | ۵٬۶۲۰٬۶۷۳       | ۴٬۶۵۸٬۱۵۱       | ۱۷٫۱%         | ۸۳٬۲۵۶                 |
| ۱۲    | فرودگاه نیوکاسل                  | ۵٬۰۳۹٬۹۹۳       | ۴٬۵۸۷٬۸۸۳       | ۹٫۰%          | ۶۹٬۲۵۴                 |
| ۱۳    | فرودگاه بین‌المللی بلفاست         | ۵٬۲۶۲٬۳۵۴       | ۴٬۵۴۶٬۴۷۵       | ۱۳٫۶%         | ۶۸٬۸۱۳                 |
| ۱۴    | فرودگاه آبردین                   | ۳٬۲۹۰٬۹۲۰       | ۲٬۹۸۴٬۴۴۵       | ۹٫۳%          | ۱۰۹٬۸۷۶                |
| ۱۵    | فرودگاه لندن سی‌تی                | ۳٬۲۶۰٬۲۳۶       | ۲٬۷۹۶٬۸۹۰       | ۱۴٫۲%         | ۷۶٬۸۶۱                 |
| ۱۶    | فرودگاه شهری جورج بست بلفاست     | ۲٬۵۷۰٬۷۴۲       | ۲٬۶۲۱٬۷۶۳       | ۲٫۰%          | ۳۹٬۳۳۰                 |
| ۱۷    | فرودگاه بین‌المللی لیدز برادفورد  | ۲٬۸۷۳٬۳۲۱       | ۲٬۵۷۴٬۴۲۶       | ۱۰٫۴%         | ۵۳٬۸۱۷                 |
| ۱۸    | فرودگاه گلاسگو پرستویک           | ۲٬۴۱۵٬۷۵۵       | ۱٬۸۱۷٬۷۲۷       | ۲۴٫۸%         | ۳۴٬۲۳۰                 |
| ۱۹    | فرودگاه ساوت‌همپتون               | ۱٬۹۴۵٬۹۹۳       | ۱٬۷۸۹٬۹۰۱       | ۸٫۰%          | ۴۵٬۵۰۲                 |
| ۲۰    | فرودگاه کاردیف                   | ۱٬۹۹۴٬۸۹۲       | ۱٬۶۳۱٬۲۳۶       | ۱۸٫۲%         | ۲۷٬۰۰۳                 |
| ۲۱    | فرودگاه جرزی                     | ۱٬۶۲۵٬۶۶۰       | ۱٬۴۹۱٬۴۲۴       | ۸٫۳%          | ۶۴٬۱۲۰                 |
| ۲۲    | فرودگاه گوئرنزی                  | ۹۴۵٬۴۴۱         | ۹۳۷٬۳۹۱         | ۰٫۹%          | ۵۷٬۶۳۴                 |
| ۲۳    | فرودگاه بورنموث                  | ۱٬۰۸۳٬۴۴۶       | ۸۷۰٬۷۵۴         | ۱۹٫۶%         | ۸۲٬۵۳۸                 |
| ۲۴    | فرودگاه دونکاستر شفیلد رابین هود | ۹۶۸٬۴۸۱         | ۸۳۵٬۷۶۸         | ۱۳٫۷%         | ۱۰٬۵۸۴                 |
| ۲۵    | فرودگاه بین‌المللی اکستر          | ۹۵۶٬۲۵۱         | ۷۹۵٬۷۲۱         | ۱۶٫۸%         | ۳۷٬۵۶۲                 |
| ۲۶    | فرودگاه جزیره من                 | ۷۵۴٬۴۱۹         | ۷۰۸٬۱۲۷         | ۶٫۱%          | ۴۰٬۵۳۹                 |
| ۲۷    | فرودگاه اینورنس                  | ۶۷۸٬۷۷۶         | ۵۹۱٬۳۹۷         | ۱۲٫۹%         | ۳۰٬۲۹۰                 |
| ۲۸    | فرودگاه بین‌المللی نورویچ         | ۵۸۳٬۰۵۶         | ۴۳۰٬۵۹۴         | ۲۶٫۱%         | ۴۲٬۰۰۳                 |
| ۲۹    | فرودگاه نیوکوئی کورنوال          | ۴۶۶٬۴۴۸         | ۳۸۶٬۸۷۰         | ۱۷٫۱%         | ۱۲٬۸۳۵                 |
| ۳۰    | فرودگاه دری (ایرلند شمالی)       | ۴۳۹٬۰۳۳         | ۳۴۵٬۸۵۷         | ۲۱٫۲%         | ۱۰٬۲۸۶                 |
| ۳۱    | فرودگاه هامبرساید                | ۴۲۷٬۶۴۸         | ۳۳۶٬۶۴۹         | ۲۱٫۳%         | ۳۵٬۰۶۰                 |
| ۳۲    | فرودگاه درم تیز ولی              | ۶۵۵٬۰۱۷         | ۲۸۹٬۴۶۴         | ۵۵٫۹%         | ۲۵٬۲۰۸                 |
| ۳۳    | فرودگاه بین‌المللی بلکپول         | ۴۳۹٬۲۰۰         | ۲۷۶٬۸۶۶         | ۳۶٫۹%         | ۵۲٬۵۷۵                 |
| ۳۴    | فرودگاه سکتستا                   | ۲۴۳٬۰۸۷         | ۲۷۰٬۱۰۱         | ۱۱٫۱%         | ۱۴٬۳۶۴                 |
| ۳۵    | فرودگاه پلیموث سیتی              | ۱۱۷٬۸۲۳         | ۱۵۷٬۹۳۳         | ۳۴٫۰%         | ۱۹٬۷۶۳                 |
| ۳۶    | فرودگاه کرکوال                   | ۱۴۹٬۵۰۸         | ۱۵۰٬۳۴۳         | ۰٫۶%          | ۱۵٬۵۹۰                 |
| ۳۷    | فرودگاه سومبرگ                   | ۱۵۶٬۹۴۸         | ۱۴۰٬۷۱۴         | ۱۰٫۳%         | ۱۲٬۱۵۹                 |
| ۳۸    | فرودگاه استورنووی                | ۱۳۱٬۷۵۲         | ۱۲۳٬۱۹۹         | ۶٫۵%          | ۱۱٬۶۲۷                 |
| ۳۹    | فرودگاه سنت مری (جزیره سیسیلی)   | ۱۲۲٬۸۶۳         | ۱۲۰٬۹۰۹         | ۴٫۰%          | ۲٬۱۲۶                  |
| ۴۰    | فرودگاه هلیکوپتر پنزنس           | ۹۸٬۳۶۰          | ۸۵٬۹۱۱          | ۱۲٫۷%         | ۵٬۲۱۸                  |
| TOTAL |                                  | ۲۳۸٬۹۸۶٬۱۳۱     | ۲۲۱٬۴۹۱٬۵۶۸     | ۷٫۳%          | ۲٬۷۹۹٬۳۷۷              |

Source: UK CAA Official Statistics 2008 & 2009

## 20 largest UK airports by total passenger traffic

### اطلاعات ۲۰۱۰
| رتبه | فرودگاه                         | کّل مسافران | % تغییر ۲۰۰۹/۲۰۱۰ | بین‌المللی مسافران | مسافران محلی | مسافران ترانزیت | حرکت هواپیما | بار (تن)  |
| ---- | ------------------------------- | ---------- | ----------------- | ----------------- | ------------ | --------------- | ------------ | --------- |
| ۱    | فرودگاه هیترو لندن              | ۶۵٬۸۸۱٬۶۶۰ | ۰٫۳%              | ۶۰٬۹۰۴٬۴۱۸        | ۴٬۸۴۰٬۸۳۲    | ۱۳۶٬۴۱۰         | ۴۵۴٬۸۲۳      | ۱٬۴۷۲٬۹۸۸ |
| ۲    | فرودگاه گاتویک                  | ۳۱٬۳۷۵٬۲۹۰ | ۳٫۱%              | ۲۷٬۸۴۵٬۸۸۵        | ۳٬۴۹۶٬۳۷۸    | ۳۳٬۰۲۷          | ۲۴۰٬۵۰۰      | ۱۰۴٬۰۳۲   |
| ۳    | فرودگاه استانستد لندن           | ۱۸٬۵۷۳٬۸۰۳ | ۶٫۹%              | ۱۶٬۸۳۸٬۶۸۳        | ۱٬۷۲۳٬۳۳۷    | ۱۱٬۷۸۳          | ۱۵۵٬۱۴۰      | ۲۰۲٬۲۳۸   |
| ۴    | فرودگاه منچستر                  | ۱۷٬۷۵۹٬۰۱۵ | ۵٫۲%              | ۱۵٬۴۲۴٬۹۴۸        | ۲٬۲۳۷٬۵۹۳    | ۹۶٬۴۷۴          | ۱۵۹٬۱۱۴      | ۱۱۵٬۹۲۲   |
| ۵    | فرودگاه لوتن لندن               | ۸٬۷۳۸٬۷۱۷  | ۴٫۲%              | ۷٬۷۹۶٬۰۵۷         | ۹۳۷٬۷۸۵      | ۴٬۸۷۵           | ۹۴٬۵۷۵       | ۲۸٬۷۴۳    |
| ۶    | فرودگاه ادینبرو                 | ۸٬۵۹۶٬۷۱۵  | ۵٫۰%              | ۴٬۱۶۲٬۹۳۲         | ۴٬۴۳۱٬۵۱۷    | ۲٬۲۶۶           | ۱۰۸٬۹۹۷      | ۲۰٬۳۵۷    |
| ۷    | فرودگاه بیرمنگام                | ۸٬۵۷۲٬۳۹۸  | ۵٫۸%              | ۷٬۴۳۳٬۲۷۸         | ۱٬۱۳۰٬۲۲۷    | ۸٬۸۹۳           | ۹۵٬۴۵۴       | ۲۱٬۶۰۵    |
| ۸    | فرودگاه بین‌المللی گلاسگو        | ۶٬۵۴۸٬۸۶۵  | ۹٫۴%              | ۳٬۰۷۸٬۷۲۵         | ۳٬۴۴۳٬۰۴۰    | ۲۷٬۱۰۰          | ۷۷٬۷۵۵       | ۲٬۹۱۴     |
| ۹    | Bristol                         | ۵٬۷۴۷٬۶۰۴  | ۱٫۹%              | ۴٬۶۴۴٬۰۳۴         | ۱٬۰۷۹٬۱۴۸    | ۲۴٬۴۲۲          | ۶۹٬۱۳۴       | ۰         |
| ۱۰   | فرودگاه جان لنون لیورپول        | ۵٬۰۱۳٬۹۴۰  | ۲٫۷%              | ۴٬۲۰۳٬۰۶۵         | ۸۰۴٬۸۷۹      | ۵٬۹۹۶           | ۶۸٬۱۶۴       | ۲۶۵       |
| ۱۱   | فرودگاه نیوکاسل                 | ۴٬۳۵۶٬۱۳۰  | ۵٫۱%              | ۳٬۰۹۶٬۲۲۱         | ۱٬۲۴۹٬۷۳۱    | ۱۰٬۱۷۸          | ۶۶٬۶۷۷       | ۳٬۶۵۰     |
| ۱۲   | فرودگاه ایست میدلند             | ۴٬۱۱۳٬۵۰۱  | ۱۱٫۷%             | ۳٬۵۳۲٬۴۴۴         | ۵۷۸٬۰۸۵      | ۲٬۹۷۲           | ۶۹٬۴۵۲       | ۲۷۳٬۶۳۰   |
| ۱۳   | فرودگاه بین‌المللی بلفاست        | ۴٬۰۱۶٬۱۷۰  | ۱۱٫۷%             | ۱٬۶۲۱٬۲۶۸         | ۲٬۳۸۹٬۷۰۴    | ۵٬۱۹۸           | ۶۰٬۷۴۲       | ۲۹٬۷۱۶    |
| ۱۴   | فرودگاه لندن سی‌تی               | ۲٬۷۸۰٬۵۸۲  | ۰٫۶%              | ۲٬۲۲۴٬۳۹۴         | ۵۵۶٬۱۸۸      | ۰               | ۶۸٬۶۴۰       | ۰         |
| ۱۵   | فرودگاه آبردین                  | ۲٬۷۶۳٬۷۰۸  | ۷٫۴%              | ۱٬۱۵۹٬۹۴۲         | ۱٬۶۰۳٬۵۴۹    | ۲۱۷             | ۱۰۲٬۳۹۶      | ۴٬۲۱۱     |
| ۱۶   | فرودگاه بین‌المللی لیدز برادفورد | ۲٬۷۵۵٬۱۱۰  | ۷٫۰%              | ۲٬۳۲۳٬۱۱۰         | ۴۰۰٬۷۲۳      | ۳۱٬۲۷۷          | ۵۲٬۲۸۴       | ۲۳۵       |
| ۱۷   | فرودگاه شهری جورج بست بلفاست    | ۲٬۷۴۰٬۳۴۱  | ۴٫۵%              | ۶۲٬۸۵۰            | ۲٬۶۷۷٬۴۵۵    | ۳۶              | ۴۰٬۳۲۴       | ۱۵۵       |
| ۱۸   | فرودگاه ساوت‌همپتون              | ۱٬۷۳۳٬۶۹۰  | ۳٫۱%              | ۶۶۸٬۸۵۰           | ۱٬۰۶۴٬۷۰۳    | ۱۳۷             | ۴۵٬۳۵۰       | ۱۱۶       |
| ۱۹   | فرودگاه گلاسگو پرستویک          | ۱٬۶۶۲٬۷۴۴  | ۸٫۵%              | ۱٬۳۱۴٬۴۲۰         | ۳۴۵٬۵۲۶      | ۲٬۷۹۸           | ۳۳٬۰۸۷       | ۱۲٬۱۶۳    |
| ۲۰   | فرودگاه جرزی                    | ۱٬۴۶۳٬۲۲۱  | ۱٫۹%              | ۷۲٬۵۰۲            | ۱٬۳۵۶٬۲۹۶    | ۳۴٬۴۲۳          | ۶۱٬۷۳۹       | ۳٬۰۲۷     |

Source: UK CAA Official Statistics

### اطلاعات ۲۰۰۹
| رتبه | فرودگاه                         | کّل مسافران | % تغییر ۲۰۰۸/۲۰۰۹ | بین‌المللی مسافران | مسافران محلی | مسافران ترانزیت | حرکت هواپیما | بار (تن)  |
| ---- | ------------------------------- | ---------- | ----------------- | ----------------- | ------------ | --------------- | ------------ | --------- |
| ۱    | فرودگاه هیترو لندن              | ۶۶٬۰۳۶٬۹۵۷ | ۱٫۵%              | ۶۰٬۶۵۲٬۰۳۶        | ۵٬۲۵۴٬۶۰۵    | ۱۳۰٬۳۱۶         | ۴۶۶٬۳۹۳      | ۱٬۲۷۷٬۶۵۰ |
| ۲    | فرودگاه گاتویک                  | ۳۲٬۳۹۲٬۵۲۰ | ۵٫۳%              | ۲۸٬۶۹۸٬۶۶۰        | ۳٬۶۶۲٬۱۱۳    | ۳۱٬۷۴۷          | ۲۵۱٬۸۷۹      | ۷۴٬۶۸۰    |
| ۳    | فرودگاه استانستد لندن           | ۱۹٬۹۵۷٬۰۷۷ | ۱۰٫۷%             | ۱۸٬۰۵۴٬۷۴۸        | ۱٬۸۹۴٬۹۴۱    | ۷٬۳۸۸           | ۱۶۷٬۸۱۷      | ۱۸۲٬۸۱۰   |
| ۴    | فرودگاه منچستر                  | ۱۸٬۷۲۴٬۸۸۹ | ۱۱٫۸%             | ۱۶٬۰۶۳٬۸۹۱        | ۲٬۵۶۶٬۵۰۳    | ۹۴٬۴۹۵          | ۱۷۲٬۵۱۵      | ۱۰۲٬۵۴۳   |
| ۵    | فرودگاه لوتن لندن               | ۹٬۱۲۰٬۵۴۶  | ۱۰٫۴%             | ۷٬۹۳۷٬۳۱۹         | ۱٬۱۷۸٬۰۰۸    | ۵٬۲۱۹           | ۹۸٬۷۳۶       | ۲۸٬۶۴۳    |
| ۶    | فرودگاه بیرمنگام                | ۹٬۱۰۲٬۸۹۹  | ۵٫۴%              | ۷٬۷۷۳٬۶۴۳         | ۱٬۳۱۹٬۵۵۸    | ۹٬۶۹۸           | ۱۰۱٬۲۲۱      | ۱۳٬۰۷۰    |
| ۷    | فرودگاه ادینبرو                 | ۹٬۰۴۹٬۳۵۵  | ۰٫۵%              | ۴٬۱۳۶٬۶۷۷         | ۴٬۹۰۶٬۷۷۵    | ۵٬۹۰۳           | ۱۱۵٬۹۶۹      | ۲۳٬۷۹۱    |
| ۸    | فرودگاه بین‌المللی گلاسگو        | ۷٬۲۲۵٬۰۲۱  | ۱۱٫۷%             | ۳٬۴۲۳٬۱۷۴         | ۳٬۷۹۰٬۲۲۳    | ۱۱٬۶۲۴          | ۸۵٬۲۸۱       | ۲٬۳۳۴     |
| ۹    | Bristol                         | ۵٬۶۴۲٬۹۲۱  | ۱۰٫۰%             | ۴٬۵۰۶٬۸۰۸         | ۱٬۱۰۸٬۳۹۲    | ۲۷٬۷۲۱          | ۷۰٬۲۴۵       | ۰         |
| ۱۰   | فرودگاه جان لنون لیورپول        | ۴٬۸۸۴٬۴۹۴  | ۸٫۴%              | ۴٬۰۷۸٬۷۹۵         | ۸۰۰٬۶۷۳      | ۵٬۰۲۶           | ۷۹٬۲۹۸       | ۲۶۴       |
| ۱۱   | فرودگاه ایست میدلند             | ۴٬۶۵۸٬۱۵۱  | ۱۷٫۱%             | ۴٬۰۱۹٬۳۶۴         | ۶۳۳٬۳۲۷      | ۵٬۴۶۰           | ۸۳٬۲۵۶       | ۲۵۵٬۱۲۱   |
| ۱۲   | فرودگاه نیوکاسل                 | ۴٬۵۸۷٬۸۸۳  | ۹٫۰%              | ۳٬۱۵۸٬۴۷۷         | ۱٬۴۱۰٬۱۴۲    | ۱۹٬۲۶۴          | ۶۹٬۲۵۴       | ۲٬۵۹۷     |
| ۱۳   | فرودگاه بین‌المللی بلفاست        | ۴٬۵۴۶٬۴۷۵  | ۱۳٫۶%             | ۱٬۶۶۷٬۷۳۸         | ۲٬۸۶۸٬۷۶۰    | ۹٬۹۷۷           | ۶۸٬۸۱۳       | ۲۹٬۸۰۴    |
| ۱۴   | فرودگاه آبردین                  | ۲٬۹۸۴٬۴۴۵  | ۹٫۳%              | ۱٬۲۸۶٬۸۴۳         | ۱٬۶۹۶٬۹۵۰    | ۶۵۲             | ۱۰۹٬۸۷۶      | ۳٬۸۲۲     |
| ۱۵   | فرودگاه لندن سی‌تی               | ۲٬۷۹۶٬۸۹۰  | ۱۴٫۲%             | ۲٬۲۰۴٬۷۳۱         | ۵۹۲٬۱۵۹      | ۰               | ۷۶٬۸۶۱       | ۰         |
| ۱۶   | فرودگاه شهری جورج بست بلفاست    | ۲٬۶۲۱٬۷۶۳  | ۲٫۰%              | ۵۵٬۲۵۱            | ۲٬۵۶۶٬۴۸۲    | ۳۰              | ۳۹٬۳۳۰       | ۱۳۸       |
| ۱۷   | فرودگاه بین‌المللی لیدز برادفورد | ۲٬۵۷۴٬۴۲۶  | ۱۰٫۴%             | ۲٬۰۹۸٬۴۷۹         | ۴۵۴٬۱۱۸      | ۲۱٬۸۲۹          | ۵۳٬۸۱۷       | ۳۵۹       |
| ۱۸   | فرودگاه گلاسگو پرستویک          | ۱٬۸۱۷٬۷۲۷  | ۲۴٫۸%             | ۱٬۳۵۸٬۰۰۰         | ۴۵۹٬۲۸۶      | ۴۴۱             | ۳۴٬۲۳۰       | ۱۳٬۳۸۵    |
| ۱۹   | فرودگاه ساوت‌همپتون              | ۱٬۷۸۹٬۹۰۱  | ۸٫۰%              | ۶۸۲٬۴۲۷           | ۱٬۱۰۷٬۰۱۶    | ۴۵۸             | ۴۵٬۵۰۲       | ۲۰۹       |
| ۲۰   | فرودگاه کاردیف                  | ۱٬۶۳۱٬۲۳۶  | ۱۸٫۲%             | ۱٬۲۴۹٬۵۳۰         | ۳۷۵٬۲۰۰      | ۶٬۵۰۶           | ۲۷٬۰۰۳       | ۱۷۸       |

Source: UK CAA Official Statistics

### اطلاعات ۲۰۰۸
| رتبه | فرودگاه                         | کّل مسافران | % تغییر ۲۰۰۷/۲۰۰۸ | بین‌المللی مسافران | مسافران محلی | مسافران ترانزیت | حرکت هواپیما | بار (تن)  |
| ---- | ------------------------------- | ---------- | ----------------- | ----------------- | ------------ | --------------- | ------------ | --------- |
| ۱    | فرودگاه هیترو لندن              | ۶۷٬۰۵۴٬۷۴۵ | ۱٫۵%              | ۶۱٬۳۴۴٬۴۳۸        | ۵٬۵۶۲٬۵۱۶    | ۱۴۷٬۷۹۱         | ۴۷۸٬۶۹۳      | ۱٬۳۹۷٬۰۵۴ |
| ۲    | فرودگاه گاتویک                  | ۳۴٬۲۰۵٬۸۸۷ | ۲٫۹%              | ۳۰٬۴۳۱٬۰۵۱        | ۳٬۷۳۰٬۹۶۳    | ۴۳٬۸۷۳          | ۲۶۳٬۶۵۳      | ۱۰۷٬۷۰۲   |
| ۳    | فرودگاه استانستد لندن           | ۲۲٬۳۶۰٬۳۶۴ | ۶٫۰%              | ۱۹٬۹۹۶٬۹۴۷        | ۲٬۳۴۳٬۴۲۸    | ۱۹٬۹۸۹          | ۱۹۳٬۲۸۲      | ۱۹۷٬۷۳۸   |
| ۴    | فرودگاه منچستر                  | ۲۱٬۲۱۹٬۱۹۵ | ۴٫۰%              | ۱۸٬۱۱۹٬۲۳۰        | ۲٬۹۴۳٬۷۱۹    | ۱۵۶٬۲۴۶         | ۲۰۴٬۶۱۰      | ۱۴۱٬۷۸۱   |
| ۵    | فرودگاه لوتن لندن               | ۱۰٬۱۸۰٬۷۳۴ | ۲٫۶%              | ۸٬۸۵۳٬۲۲۴         | ۱٬۳۲۰٬۶۷۸    | ۶٬۸۳۲           | ۱۱۷٬۸۵۹      | ۴۰٬۵۱۸    |
| ۶    | فرودگاه بیرمنگام                | ۹٬۶۲۷٬۵۸۹  | ۴٫۳%              | ۸٬۱۰۵٬۱۶۲         | ۱٬۴۷۱٬۵۳۸    | ۵۰٬۸۸۹          | ۱۱۲٬۲۲۷      | ۱۲٬۱۹۲    |
| ۷    | فرودگاه ادینبرو                 | ۹٬۰۰۶٬۷۰۲  | ۰٫۵%              | ۳٬۷۱۱٬۱۴۰         | ۵٬۲۸۱٬۰۳۸    | ۱۴٬۵۲۴          | ۱۲۵٬۵۵۰      | ۱۲٬۴۱۸    |
| ۸    | فرودگاه بین‌المللی گلاسگو        | ۸٬۱۷۸٬۸۹۱  | ۷٫۰%              | ۳٬۹۴۳٬۱۳۹         | ۴٬۱۹۲٬۱۲۱    | ۴۳٬۶۳۱          | ۱۰۰٬۰۸۷      | ۳٬۵۴۶     |
| ۹    | Bristol                         | ۶٬۲۶۷٬۱۱۴  | ۵٫۷%              | ۵٬۰۵۷٬۰۵۱         | ۱٬۱۷۱٬۶۰۵    | ۳۸٬۴۵۸          | ۷۶٬۵۱۷       | ۳         |
| ۱۰   | فرودگاه ایست میدلند             | ۵٬۶۲۰٬۶۷۳  | ۳٫۸%              | ۴٬۸۷۰٬۱۸۴         | ۷۴۶٬۰۹۴      | ۴٬۳۹۵           | ۹۳٬۰۳۸       | ۲۶۱٬۵۰۷   |
| ۱۱   | فرودگاه جان لنون لیورپول        | ۵٬۳۳۴٬۱۵۲  | ۲٫۵%              | ۴٬۵۱۴٬۹۲۶         | ۸۱۴٬۹۰۰      | ۴٬۳۲۶           | ۸۴٬۸۹۰       | ۳٬۷۴۰     |
| ۱۲   | فرودگاه بین‌المللی بلفاست        | ۵٬۲۶۲٬۳۵۴  | ۰٫۲%              | ۲٬۱۲۲٬۸۴۴         | ۳٬۰۹۹٬۹۹۵    | ۳۹٬۵۱۵          | ۷۷٬۹۴۳       | ۳۶٬۱۱۵    |
| ۱۳   | فرودگاه نیوکاسل                 | ۵٬۰۳۹٬۹۹۳  | ۱۰٫۸%             | ۳٬۵۰۶٬۶۸۱         | ۱٬۵۰۹٬۹۵۹    | ۲۳٬۳۵۳          | ۷۲٬۹۰۴       | ۱٬۹۳۸     |
| ۱۴   | فرودگاه آبردین                  | ۳٬۲۹۰٬۹۲۰  | ۳٫۶%              | ۱٬۴۷۰٬۰۹۹         | ۱٬۸۲۰٬۱۳۷    | ۶۸۴             | ۱۱۹٬۸۳۱      | ۴٬۰۰۶     |
| ۱۵   | فرودگاه لندن سی‌تی               | ۳٬۲۶۰٬۲۳۶  | ۱۲٫۰%             | ۲٬۶۰۰٬۷۳۱         | ۶۵۹٬۴۹۴      | ۱۱              | ۹۴٬۵۱۶       | ۰         |
| ۱۶   | فرودگاه بین‌المللی لیدز برادفورد | ۲٬۸۷۳٬۳۲۱  | ۰٫۳%              | ۲٬۲۸۲٬۳۵۸         | ۵۷۸٬۰۸۹      | ۱۲٬۸۷۴          | ۶۱٬۶۹۹       | ۳۳۴       |
| ۱۷   | فرودگاه شهری جورج بست بلفاست    | ۲٬۵۷۰٬۷۴۲  | ۱۷٫۵%             | ۷۰٬۵۱۶            | ۲٬۵۰۰٬۲۲۵    | ۱               | ۴۲٬۹۹۰       | ۱۶۸       |
| ۱۸   | فرودگاه گلاسگو پرستویک          | ۲٬۴۱۵٬۷۵۵  | ۰٫۳%              | ۱٬۷۲۸٬۰۲۰         | ۶۸۵٬۹۹۹      | ۱٬۷۳۶           | ۴۲٬۷۰۸       | ۲۲٬۹۶۶    |
| ۱۹   | فرودگاه کاردیف                  | ۱٬۹۹۴٬۸۹۲  | ۵٫۵%              | ۱٬۵۶۵٬۹۹۱         | ۴۱۲٬۷۲۸      | ۱۶٬۱۷۳          | ۳۷٬۱۲۳       | ۱٬۳۳۴     |
| ۲۰   | فرودگاه ساوت‌همپتون              | ۱٬۹۴۵٬۹۹۳  | ۱٫۰%              | ۷۶۸٬۴۸۷           | ۱٬۱۷۷٬۲۸۰    | ۲۲۶             | ۵۰٬۶۸۹       | ۲۶۴       |

Source: UK CAA Official Statistics

### اطلاعات ۲۰۰۷
| رتبه | فرودگاه                         | کّل مسافران | % تغییر ۲۰۰۶/۲۰۰۷ | بین‌المللی مسافران | مسافران محلی | مسافران ترانزیت | حرکت هواپیما | بار (Metric Tonnes) |
| ---- | ------------------------------- | ---------- | ----------------- | ----------------- | ------------ | --------------- | ------------ | ------------------- |
| ۱    | فرودگاه هیترو لندن              | ۶۸٬۰۶۶٬۰۲۸ | ۰٫۸%              | ۶۲٬۰۹۸٬۹۱۱        | ۵٬۷۵۳٬۴۷۶    | ۲۱۳٬۶۴۱         | ۴۸۱٬۴۷۶      | ۱٬۳۱۰٬۹۸۷           |
| ۲    | فرودگاه گاتویک                  | ۳۵٬۲۱۶٬۱۱۳ | ۳٫۱%              | ۳۱٬۱۴۲٬۰۰۲        | ۴٬۰۲۳٬۴۰۲    | ۵۰٬۷۰۹          | ۲۶۶٬۵۵۰      | ۱۷۱٬۰۷۸             |
| ۳    | فرودگاه استانستد لندن           | ۲۳٬۷۷۹٬۶۹۷ | ۰٫۴%              | ۲۱٬۲۰۴٬۹۴۶        | ۲٬۵۵۴٬۳۰۴    | ۲۰٬۴۴۷          | ۲۰۸٬۴۶۲      | ۲۰۳٬۷۴۷             |
| ۴    | فرودگاه منچستر                  | ۲۲٬۱۱۲٬۶۲۵ | ۱٫۵%              | ۱۸٬۶۶۲٬۴۶۸        | ۳٬۲۲۹٬۲۵۵    | ۲۲۰٬۹۰۲         | ۲۲۲٬۷۰۳      | ۱۶۵٬۳۶۶             |
| ۵    | فرودگاه لوتن لندن               | ۹٬۹۲۷٬۳۲۱  | ۵٫۳%              | ۸٬۴۲۷٬۸۹۴         | ۱٬۴۹۱٬۴۶۷    | ۷٬۹۶۰           | ۱۲۰٬۲۳۸      | ۳۸٬۰۹۵              |
| ۶    | فرودگاه بیرمنگام                | ۹٬۲۲۶٬۳۴۰  | ۰٫۹%              | ۷٬۵۹۲٬۲۴۰         | ۱٬۵۴۱٬۸۱۵    | ۹۲٬۲۸۵          | ۱۱۴٬۶۷۹      | ۱۳٬۵۸۵              |
| ۷    | فرودگاه ادینبرو                 | ۹٬۰۴۷٬۵۵۸  | ۵٫۱%              | ۳٬۴۱۷٬۸۹۱         | ۵٬۶۱۹٬۳۰۹    | ۱۰٬۳۵۸          | ۱۲۸٬۱۷۲      | ۱۹٬۲۹۲              |
| ۸    | فرودگاه بین‌المللی گلاسگو        | ۸٬۷۹۵٬۷۲۷  | ۰٫۶%              | ۴٬۱۳۱٬۵۱۲         | ۴٬۵۹۴٬۵۷۵    | ۶۹٬۶۴۰          | ۱۰۸٬۳۰۵      | ۴٬۲۷۶               |
| ۹    | Bristol                         | ۵٬۹۲۶٬۷۷۴  | ۲٫۹%              | ۴٬۶۰۸٬۲۹۰         | ۱٬۲۷۵٬۵۶۶    | ۴۲٬۹۱۸          | ۷۶٬۴۲۸       | ۲۰                  |
| ۱۰   | فرودگاه نیوکاسل                 | ۵٬۶۵۰٬۷۱۶  | ۴٫۰%              | ۳٬۹۴۸٬۵۹۴         | ۱٬۶۷۵٬۰۱۳    | ۲۷٬۱۰۹          | ۷۹٬۲۰۰       | ۷۸۵                 |
| ۱۱   | فرودگاه جان لنون لیورپول        | ۵٬۴۶۸٬۵۱۰  | ۱۰٫۲%             | ۴٬۶۳۶٬۱۴۹         | ۸۲۷٬۰۸۵      | ۵٬۲۷۶           | ۸۶٬۶۶۸       | ۳٬۷۰۹               |
| ۱۲   | فرودگاه ایست میدلند             | ۵٬۴۱۳٬۳۶۰  | ۱۴٫۵%             | ۴٬۷۰۹٬۸۵۵         | ۶۹۶٬۶۴۹      | ۶٬۸۵۶           | ۹۳٬۹۸۹       | ۲۷۴٬۷۵۳             |
| ۱۳   | فرودگاه بین‌المللی بلفاست        | ۵٬۲۷۲٬۶۶۴  | ۴٫۶%              | ۱٬۷۸۸٬۸۰۷         | ۳٬۴۴۷٬۲۴۸    | ۳۶٬۶۰۹          | ۷۷٬۳۹۵       | ۳۸٬۴۲۹              |
| ۱۴   | فرودگاه آبردین                  | ۳٬۴۱۲٬۲۵۷  | ۷٫۸%              | ۱٬۴۷۵٬۹۸۸         | ۱٬۹۳۵٬۱۵۲    | ۱٬۱۱۷           | ۱۲۱٬۹۲۷      | ۳٬۴۳۴               |
| ۱۵   | فرودگاه لندن سی‌تی               | ۲٬۹۱۲٬۱۲۳  | ۲۳٫۵%             | ۲٬۲۱۴٬۸۸۴         | ۶۹۷٬۲۳۹      | ۰               | ۹۱٬۱۷۷       | ۰                   |
| ۱۶   | فرودگاه بین‌المللی لیدز برادفورد | ۲٬۸۸۱٬۵۳۹  | ۳٫۲%              | ۲٬۲۲۹٬۲۸۳         | ۶۳۰٬۵۷۵      | ۲۱٬۶۸۱          | ۶۵٬۲۴۹       | ۱۰۹                 |
| ۱۷   | فرودگاه گلاسگو پرستویک          | ۲٬۴۲۲٬۳۳۲  | ۱٫۰%              | ۱٬۸۲۷٬۵۹۲         | ۵۹۳٬۱۱۷      | ۱٬۶۲۳           | ۴۷٬۹۱۰       | ۳۱٬۵۱۷              |
| ۱۸   | فرودگاه شهری جورج بست بلفاست    | ۲٬۱۸۶٬۹۹۳  | ۳٫۹%              | ۹۳٬۵۴۷            | ۲٬۰۹۳٬۳۲۰    | ۱۲۶             | ۴۳٬۰۲۲       | ۱٬۰۵۷               |
| ۱۹   | فرودگاه کاردیف                  | ۲٬۱۱۱٬۱۴۸  | ۴٫۳%              | ۱٬۶۶۵٬۲۴۷         | ۴۲۸٬۲۶۰      | ۱۷٬۶۴۱          | ۴۳٬۹۶۳       | ۲٬۳۹۱               |
| ۲۰   | فرودگاه ساوت‌همپتون              | ۱٬۹۶۵٬۶۸۶  | ۲٫۸%              | ۷۶۷٬۴۱۶           | ۱٬۱۹۸٬۰۰۶    | ۲۶۴             | ۵۴٬۱۸۳       | ۲۹۷                 |

Source: UK CAA Official Statistics

### اطلاعات ۲۰۰۶
| رتبه | فرودگاه                         | کّل مسافران | % تغییر ۲۰۰۵/۲۰۰۶ | بین‌المللی مسافران | مسافران محلی | مسافران ترانزیت | حرکت هواپیما | بار (Metric Tonnes) |
| ---- | ------------------------------- | ---------- | ----------------- | ----------------- | ------------ | --------------- | ------------ | ------------------- |
| ۱    | فرودگاه هیترو لندن              | ۶۷٬۵۲۷٬۹۲۳ | ۰٫۶%              | ۶۱٬۳۴۵٬۸۴۱        | ۵٬۹۹۳٬۳۸۶    | ۱۸۸٬۶۹۶         | ۴۷۷٬۰۴۸      | ۱٬۲۶۳٬۱۲۸           |
| ۲    | فرودگاه گاتویک                  | ۳۴٬۱۶۳٬۵۷۹ | ۴٫۲%              | ۳۰٬۰۱۸٬۷۸۳        | ۴٬۰۶۱٬۵۶۲    | ۸۳٬۲۳۴          | ۲۶۳٬۳۶۳      | ۲۱۱٬۸۵۷             |
| ۳    | فرودگاه استانستد لندن           | ۲۳٬۶۸۷٬۰۱۳ | ۷٫۷%              | ۲۱٬۰۰۲٬۲۶۰        | ۲٬۶۷۸٬۰۹۲    | ۶٬۶۶۱           | ۲۰۶٬۶۹۳      | ۲۲۴٬۳۱۲             |
| ۴    | فرودگاه منچستر                  | ۲۲٬۴۴۲٬۸۵۵ | ۰٫۲%              | ۱۸٬۶۰۱٬۶۰۴        | ۳٬۵۲۲٬۱۵۸    | ۳۱۹٬۰۹۳         | ۲۲۹٬۷۲۹      | ۱۴۸٬۹۵۷             |
| ۵    | فرودگاه لوتن لندن               | ۹٬۴۲۵٬۹۰۸  | ۳٫۰%              | ۷٬۸۷۵٬۰۸۴         | ۱٬۵۳۹٬۷۴۵    | ۱۱٬۰۷۹          | ۱۱۶٬۱۳۱      | ۱۷٬۹۹۳              |
| ۶    | فرودگاه بیرمنگام                | ۹٬۱۴۷٬۳۸۴  | ۲٫۵%              | ۷٬۵۳۲٬۷۹۲         | ۱٬۵۲۳٬۲۱۲    | ۹۱٬۳۸۰          | ۱۱۹٬۴۹۰      | ۱۴٬۶۸۱              |
| ۷    | فرودگاه بین‌المللی گلاسگو        | ۸٬۸۴۸٬۷۵۵  | ۰٫۶%              | ۴٬۲۴۵٬۳۳۸         | ۴٬۵۷۵٬۱۲۴    | ۲۸٬۲۹۳          | ۱۱۰٬۰۳۴      | ۶٬۲۸۹               |
| ۸    | فرودگاه ادینبرو                 | ۸٬۶۱۱٬۳۴۵  | ۱٫۸%              | ۲٬۷۴۳٬۲۲۰         | ۵٬۸۶۳٬۴۳۱    | ۴٬۶۹۴           | ۱۲۶٬۹۱۴      | ۳۶٬۳۸۹              |
| ۹    | Bristol                         | ۵٬۷۵۷٬۹۶۳  | ۹٫۶%              | ۴٬۲۹۷٬۶۹۶         | ۱٬۴۱۲٬۵۲۶    | ۴۷٬۷۴۱          | ۸۴٬۵۸۳       | ۳۲                  |
| ۱۰   | فرودگاه نیوکاسل                 | ۵٬۴۳۱٬۹۷۶  | ۴٫۴%              | ۳٬۶۲۴٬۲۲۸         | ۱٬۷۸۳٬۱۳۴    | ۲۴٬۶۱۴          | ۸۱٬۶۵۵       | ۳۰۶                 |
| ۱۱   | فرودگاه بین‌المللی بلفاست        | ۵٬۰۳۸٬۶۹۲  | ۴٫۴%              | ۱٬۵۳۳٬۰۶۵         | ۳٬۴۸۲٬۱۹۹    | ۲۳٬۴۲۸          | ۷۷٬۶۵۲       | ۳۸٬۴۱۷              |
| ۱۲   | فرودگاه جان لنون لیورپول        | ۴٬۹۶۳٬۷۷۶  | ۱۲٫۵%             | ۴٬۰۷۸٬۲۴۵         | ۸۸۴٬۲۱۵      | ۱٬۳۱۶           | ۹۱٬۲۶۳       | ۵٬۷۲۴               |
| ۱۳   | فرودگاه ایست میدلند             | ۴٬۷۲۷٬۹۹۶  | ۱۳٫۰%             | ۴٬۰۴۸٬۰۷۱         | ۶۷۲٬۷۴۸      | ۷٬۱۷۷           | ۸۸٬۵۹۲       | ۲۷۲٬۳۰۳             |
| ۱۴   | فرودگاه آبردین                  | ۳٬۱۶۴٬۰۴۲  | ۱۰٫۹%             | ۱٬۳۲۵٬۹۸۹         | ۱٬۸۳۶٬۶۳۵    | ۱٬۴۱۸           | ۱۱۶٬۹۷۱      | ۴٬۰۲۲               |
| ۱۵   | فرودگاه بین‌المللی لیدز برادفورد | ۲٬۷۹۲٬۶۸۶  | ۷٫۰%              | ۲٬۱۵۴٬۹۸۲         | ۶۳۲٬۲۳۵      | ۵٬۴۶۹           | ۶۶٬۹۲۱       | ۱۰۱                 |
| ۱۶   | فرودگاه گلاسگو پرستویک          | ۲٬۳۹۷٬۴۱۲  | ۰٫۴%              | ۱٬۸۲۴٬۵۲۳         | ۵۷۰٬۴۰۵      | ۲٬۴۸۴           | ۴۸٬۱۸۹       | ۲۸٬۵۳۷              |
| ۱۷   | فرودگاه لندن سی‌تی               | ۲٬۳۵۸٬۱۸۴  | ۱۸٫۱%             | ۱٬۷۳۸٬۳۴۶         | ۶۱۹٬۸۱۳      | ۲۵              | ۷۹٬۴۳۶       | ۰                   |
| ۱۸   | فرودگاه شهری جورج بست بلفاست    | ۲٬۱۰۵٬۷۶۹  | ۵٫۹%              | ۵۱٬۹۴۸            | ۲٬۰۵۳٬۶۴۹    | ۱۷۲             | ۳۹٬۴۱۱       | ۸۲۷                 |
| ۱۹   | فرودگاه کاردیف                  | ۲٬۰۲۴٬۴۲۸  | ۱۳٫۸%             | ۱٬۶۲۸٬۲۴۵         | ۳۶۴٬۸۵۲      | ۳۱٬۳۳۱          | ۴۲٬۰۵۵       | ۲٬۲۱۲               |
| ۲۰   | فرودگاه ساوت‌همپتون              | ۱٬۹۱۲٬۹۷۹  | ۴٫۲%              | ۶۱۹٬۲۱۹           | ۱٬۲۹۳٬۴۸۳    | ۲۷۷             | ۵۵٬۷۸۶       | ۱۹۵                 |

Source: UK CAA Official Statistics